# 500 lire "Virgilio"
Le 500 lire "Virgilio" sono una moneta d'argento del valore nominale di 500 lire fatta coniare dalla zecca italiana nel 1981 in occasione del bimillenario virgiliano, ossia dei 2000 anni dalla morte del sommo poeta latino Virgilio.

## Dati tecnici
Al Dritto è ritratto al centro il poeta Publio Virgilio Marone volto a sinistra, in giro sono poste le diciture, rispettivamente in senso orario ed antiorario, "REPVBBLICA ITALIANA" e "VERGILIVS M-MM POST ANNOS" la firma dell'autore  Laura Cretara è posta sotto il ritratto di Virgilio.
Al rovescio sono rappresentate le allegorie delle tre opere virgiliane: il bue a sinistra simboleggia le "Bucoliche", il cavallo a destra le "Georgiche", l'albero al centro l'"Eneide". Sopra il bue ed il cavallo sono indicate le date 19 a.C.-1981. In esergo sono riportati indicazione del valore e segno di zecca R
Nel contorno: "REPVBBLICA ITALIANA" in rilievo.
Il diametro è di 29 mm, il peso di 11 g e il titolo è di 835/1000.
La tiratura è di 340.988 esemplari. Di questa moneta era previsto un iniziale contingente di 500.000 esemplari. La moneta è presentata nella sola versione fior di conio confezionata in astuccio.